# Rebelión de Fredonia
La Rebelión de Fredonia (21 de diciembre de 1826 – 31 de enero de 1827) fue el primer intento de colonos anglosajones de Texas para separarse de México. Los colonos, encabezados por el empresario Haden Edwards, declararon su independencia de la Texas Mexicana y crearon la República de Fredonia cerca de Nacogdoches. La efímera república abarcó la tierra que el gobierno mexicano había concedido a Edwards en 1825 y las áreas que habían sido previamente colonizadas. Las acciones de Edwards y las hostilidades de los colonos que había reclutado, llevaron al gobierno mexicano a revocar el contrato de Edwards.
A finales de noviembre de 1826, un grupo de simpatizantes de Edwards tomó el control de la región, mediante la captura de funcionarios municipales afiliados a los residentes establecidos. Un mes más tarde, los partidarios de Edwards declararon su independencia de México. A pesar de que la cercana tribu Cheroqui inicialmente firmó un tratado para apoyar la nueva república, las gestiones de las autoridades mexicanas y el respetado empresario Stephen F. Austin convencieron a los líderes tribales de repudiar la rebelión. El 31 de enero de 1827, una fuerza de más de 100 soldados mexicanos y 250 milicianos de la colonia de Austin marcharon hacia Nacogdoches para restaurar el orden. Muchos de los participantes, incluyendo Edwards, huyeron a los Estados Unidos. Un comerciante local fue detenido y condenado a muerte, pero más tarde puesto en libertad condicional.
La rebelión llevó al Presidente de México Guadalupe Victoria aumentar la presencia militar en el área. Como resultado, varias tribus hostiles de la zona detuvieron sus incursiones a los asentamientos y acordaron un tratado de paz. Los Comanches acataron los términos del tratado durante muchos años.
Ante el temor de que, como resultado de la rebelión, los Estados Unidos obtuvieran el control de Texas, el gobierno mexicano restringió la inmigración. Las leyes del 6 de abril de 1830 fueron completamente rechazadas por los colonos y provocaron una creciente insatisfacción contra el gobierno mexicano. Algunos historiadores consideran la rebelión de Fredonia como el comienzo de la Revolución de Texas.

## Antecedentes

División territorial de México, según la Constitución de 1824.

Después de ganar su independencia en 1821, varias de las colonias de la antigua Nueva España se unieron para crear un nuevo país, el Imperio Mexicano. Antecedente directo de la República Federal de los Estados Unidos Mexicanos, proclamada en 1823. El país estaba compuesto por varios estados, y el área conocida como la Texas Mexicana se convirtió en parte del estado fronterizo de Coahuila y Texas. Para tener una mejor gobernabilidad en el área, el Estado creó varios departamentos; toda Texas formaba el Departamento de Béjar. Este departamento a la vez, se subdividió en municipios, que era gobernados por alcaldes. Una gran parte del este de Texas, desde el río Sabine hasta el río Trinidad y desde la costa del golfo de México hasta el río Rojo, eran parte del municipio de Nacogdoches. La mayoría de los residentes del municipio eran familias que hablaban español y que habían ocupado esas tierras por generaciones. Un gran número de residentes de habla inglesa, emigraron ilegalmente al territorio durante la guerra de Independencia de México. Muchos de los inmigrantes eran aventureros que habían llegado como parte de grupos militares filibusteros que habían tratado de crear repúblicas independientes en Texas durante el dominio español.
En 1824, para un mejor control de la región fronteriza escasamente poblada, el gobierno federal mexicano aprobó la Ley General de Colonización para permitir la inmigración legal a Texas. Según la ley, cada estado establecería sus propios requisitos para la inmigración. Después de algunos debates, el 24 de marzo de 1825, el estado de Coahuila y Texas autorizó un sistema de concesión de tierras a empresarios, que reclutarían colonos para después traerlos a las tierras que les fueron concesionadas. Durante las deliberaciones del gobierno del estado, muchos posibles empresarios se reunieron en México para presionar por las concesiones de tierras. Entre estos estaba Haden Edwards, un estadounidense especulador de tierras conocido por su temperamento y agresividad. A pesar de su aspereza, se le concedió un contrato de colonización el 14 de abril que le permitía asentar a 800 familias al este de Coahuila y Texas. El contrato de Edwards contenía una cláusula que lo obligaba a reconocer todos los títulos de propiedad españoles y mexicanos preexistentes en su área de concesión, una que le permitía levantar una milicia para proteger a los colonos de la zona y otra donde permitiría que el comisionado de tierras del Estado certificara todas los títulos de propiedad concedidos.
La colonia de Edwards abarcaba desde el río Navasota hasta 20 leguas al oeste del río Sabine, y desde 20 leguas al norte del golfo de México hasta 15 leguas al norte del municipio de Nacogdoches. El oeste y el norte de la colonia eran las tierras controladas por tribus nativas que habían sido recientemente expulsadas de los Estados Unidos. En el límite sur se encontraba la colonia de Stephen F. Austin, el primer empresario en Texas. Al este de la concesión de Edwards se encontraba el área conocida como Zona Neutral entre el río Sabina y el arroyo Hondo, una zona neutral que estuvo fuera de la ley por varios años. Los límites de la nueva colonia y el municipio de Nacogdoches parcialmente superpuestos, provocaron incertidumbre sobre quién tenía jurisdicción sobre el área. La mayoría de los colonos vivían fuera de la frontera oriental de la colonia Edwards.

## Preludio

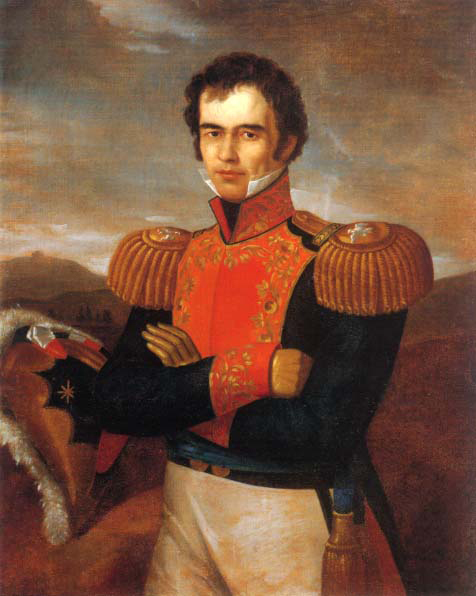
Guadalupe Victoria, presidente de México cuando ocurrió la Rebelión de Fredonia.

Edwards llegó a Nacogdoches en agosto de 1825. Creyendo erróneamente que él tenía la autoridad para determinar la validez de las reivindicaciones de las tierras, en septiembre, exigió una prueba escrita de propiedad, o sus tierras se perderían y se venderían en una subasta. Sus acciones fueron al menos en parte, impulsadas por prejuicios; Edwards despreciaba a los que eran más pobres o de una etnia diferente a la suya. Su intención era eliminar a los colonos menos prósperos, y darle esas tierras a los ricos hacendados del sur de los Estados Unidos.
Ninguno de los residentes de habla inglesa tenían títulos válidos. Aquellos que no habían llegado como filibusteros habían sido engañados por fraudulentos especuladores de tierras. La mayoría de los propietarios de tierras de habla hispana, vivían en tierras concedidas a sus familias hacía más de 70 años, sin embargo no contaban con documento alguno que lo avalara. Anticipando el posible conflicto entre el nuevo empresario y los antiguos residentes de la zona, el alcalde en funciones del municipio, Luis Procela, y el secretario municipal, José Antonio Sepúlveda, comenzaron la validación de las propiedades de tierras de los antiguos pobladores, una acción legalmente asignada por el comisionado de tierras estatales. En respuesta, Edwards acusó a los hombres de falsificación de títulos de propiedad, provocando el enojo de los residentes.
En diciembre de 1825, Edwards había reclutado a 50 familias para emigrar desde los Estados Unidos. Según lo dispuesto en su contrato, Edwards organizó una milicia local compuesta de sus colonos y residentes. Cuando los miembros de la milicia eligieron a Sepúlveda como su capitán, Edwards anuló los resultados y se autoproclamó jefe de la milicia. A raíz de esa debacle, Edwards, actuando fuera de su autoridad, convocó a elecciones para un nuevo alcalde. Dos hombres fueron nombrados para el cargo, el yerno de Edwards, Chichester Chaplin, visto como el representante de los inmigrantes recién llegados, y Samuel Norris, un estadounidense que se había casado con la hija de un antiguo residente y que simpatizaba con los antiguos residentes establecidos. Después de la victoria de Chaplin, muchos colonos acusaron el uso de boletas de relleno por petición de Juan Antonio Saucedo, jefe político del Departamento de Béjar. En marzo, Saucedo anuló los resultados electorales y proclamó como ganador a Norris. Edwards se negó a reconocer la autoridad de Norris.
Poco después de las acciones de Saucedo, Edwards fue a reclutar más colonos a los Estados Unidos, dejando a su hermano menor Benjamin W. Edwards a cargo de la colonia. Benjamin no pudo mantener la estabilidad de la colonia, y la situación se deterioró rápidamente. Un grupo de vigilantes formado por los primeros colonos hostigaba a los más nuevos. Benjamin presentó varias denuncias a las autoridades estatales. Descontentos con el tono de Benjamín y la creciente tensión, en octubre de ese año, las autoridades mexicanas revocaron el contrato de colonización de Haden Edwards y ordenaron a sus hermanos salir de México. Los rumores de que Edwards había regresado a los Estados Unidos a levantar un ejército y no solo a reclutar colonos, probablemente influyeron en las acciones del gobierno. No dispuesto a perder su inversión de 50 000 $ en la colonia, Edwards se reunió con su hermano en Nacogdoches a finales de octubre, continuando sus negocios a pesar de la cancelación de su contrato de colonización.

## Conflicto
En octubre, Norris declaró que Edwards había tomado indebidamente las tierras de un colono para dárselas a un inmigrante. Norris desalojó al inmigrante, acción que molestó a muchos de los colonos. Ese mismo mes, otro inmigrante fue detenido y se le ordenó salir del país después de negarse a comprar una licencia comercial antes de negociar con las tribus indias. El 22 de noviembre de 1826, coronel de la milicia local Martin Parmer y otros 39 miembros de la colonia de Edwards entraron a Nacogdoches y arrestaron a Norris, Sepúlveda, y al comandante de la pequeña guarnición mexicana, acusándolos de opresión y corrupción. Haden Edwards también fue arrestado por violar su orden de expulsión, pero salió en libertad condicional inmediata, posiblemente como un engaño para encubrir su propia implicación en el complot. Un tribunal sin ninguna autoridad judicial, declaró culpables a los otros hombres, se les destituyó de sus puestos, y se le prohibió volver a ejercer un cargo público. El tribunal se disolvió después de nombrar a un alcalde temporal. Esas acciones beneficiaron personalmente a Parmer; varias semanas antes, después de que Parmer matara a un hombre en una disputa, Norris había emitido una orden de arresto en su contra. Con Norris destituido de su cargo, la orden de detención fue anulada.
Durante el otoño, Benjamin Edwards había tratado de conseguir apoyo de la colonia de Edwards para una revuelta armada contra las autoridades de México. Al no conseguirlo, buscó a la tribu cheroqui para pedirles ayuda. Varios años antes, la tribu había solicitado el título de propiedad de las tierras que ocupaban al norte del Estado. Se les prometió, pero nunca obtuvieron tal título de las autoridades mexicanas. Benjamin Edwards les ofreció un claro título de propiedad que abarcaría todo el norte de Texas por encima de Nacogdoches, a cambio de su apoyo armado.

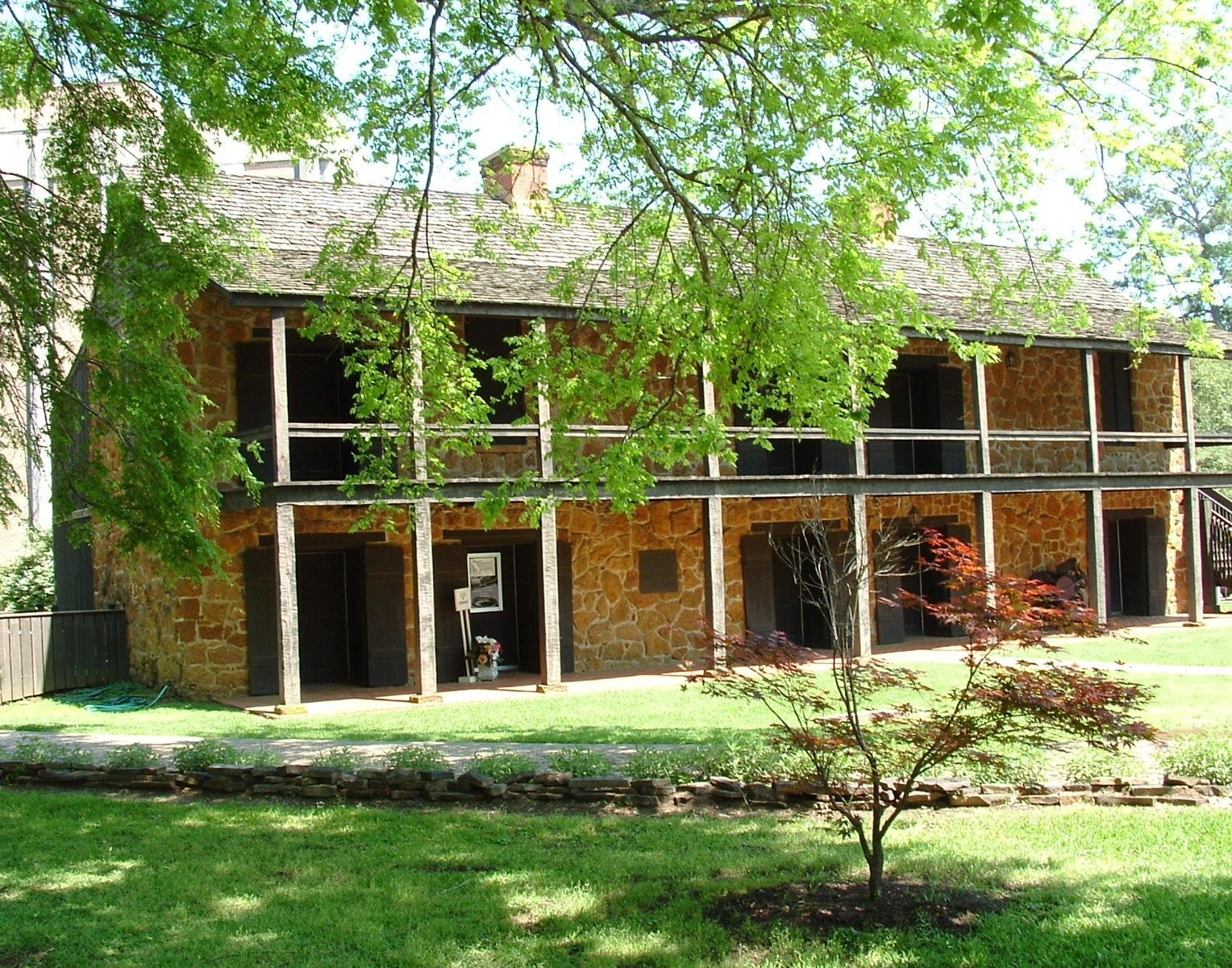
El Old Stone Fort fue capturado durante la Rebelión de Fredonia.

El 16 de diciembre, los hermanos Edwards ocuparon Nacogdoches con solo 30 colonos, apoderándose de un edificio en la ciudad, el viejo fuerte de piedra (Old Stone Fort). El 21 de diciembre, declararon que la excolonia Edwards sería una nueva república llamada Fredonia. Pocas horas después del anuncio, los Fredonianos firmaron un tratado de paz con los Cheroquis, representados por el Jefe Richard Fields y John Dunn Hunter. Fields y Hunter afirmaron representar a otras 23 tribus y se comprometieron a proporcionar 400 guerreros. Como reconocimiento del acuerdo, por encima del Old Stone Fort se izó una nueva bandera, con dos rayas –una roja y una blanca– que representaban las dos etnias. En la bandera estaba escrito el lema, "Independence, Liberty, and Justice" (en español: Independencia, Libertad y Justicia). Haden Edwards también envió mensajeros a Luisiana para solicitar ayuda de militares de Estados Unidos, quienes rechazaron intervenir en el conflicto. Otro emisario fue enviado para invitar a Austin y a sus colonos a unirse a la rebelión, y obtuvo como respuesta, "Ustedes se están engañando a sí mismos y ese engaño los arruinará."
Las acciones de los Edwards alteraron a muchos de sus colonos, algunos de los cuales ya sentían lealtad por su país adoptivo. y otros miedo de su alianza con los Cheroquis. Las autoridades mexicanas también estaban preocupadas por la alianza con los Cheroquis. Peter Ellis Bean y Saucedo, comenzaron negociaciones con Fields. Le explicaron que la tribu no había seguido los procedimientos adecuados para conseguir la concesión de tierras y les prometieron que el gobierno mexicano atendería su solicitud de tierras. Esos argumentos, y la planificada respuesta militar mexicana, convencieron a muchos Cheroquis de repudiar el tratado con Edwards.
Cuando el gobierno mexicano se enteró de la detención del alcalde, comenzó a prepararse para tomar represalias. El 11 de diciembre, el teniente coronel Mateo Ahumada, comandante militar en Texas, marchó desde San Antonio de Béjar con una tropa de 110 infantes, la cual se detuvo inicialmente en la colonia de Austin para evaluar la lealtad de sus pobladores. El 1 de enero de 1827, Austin anunció a sus colonos que: "unos locos en Nacogdoches han declarado la independencia." Gran parte de su colonia de inmediato se ofreció para ayudar a sofocar la rebelión. Cuando el ejército mexicano partió para Nacogdoches el 22 de enero, se le había unido un grupo de 250 milicianos de la colonia de Austin.
Impaciente por la tardanza del ejército, Norris llevó 80 hombres para recuperar Old Stone Fort. Aunque Parmer tenía menos de 20 simpatizantes con él, sus hombres derrotaron a Norris en menos de diez minutos. El 31 de enero, Bean, acompañado por 70 milicianos de la colonia de Austin, entró a Nacogdoches. En ese momento, Parmer y Edwards ya sabían que los Cheroquis habían abandonado cualquier intención de hacer guerra contra México. Cuando ningún guerrero cheroqui apareció para reforzar la revuelta, Edwards y sus seguidores huyeron. Bean los persiguió hasta el río Sabine, pero la mayoría, incluidos los hermanos Edwards, cruzaron el río poniéndose a salvo en los Estados Unidos. Ahumada y sus soldados, acompañados por el jefe político Saucedo, entraron en Nacogdoches el 8 de febrero para restaurar el orden.
Aunque los Cheroquis nunca se levantaron en armas contra México, su tratado con los rebeldes fredonianos supuso que las autoridades mexicanas cuestionaran la lealtad de la tribu. Para demostrar su lealtad a México, el consejo cheroqui ordenó que Fields y Hunter fueran ejecutados. Bajo la ley tribal, ciertos delitos, como ayudar a un enemigo de la tribu se castiga con la muerte. Sentenciando a Fields y Hunter a muerte por este motivo, los Cheroquis afirmaron que Edwards y sus seguidores eran sus enemigos. Los dos hombres huyeron, pero fueron rápidamente capturados y ejecutados. Cuando se informó de las ejecuciones a las autoridades mexicanas el 28 de febrero, el comandante general de las Provincias Internas, Anastasio Bustamante, elogió a los Cheroquis por su rápida actuación.
Finalmente, Bustamante ofreció una amnistía general para todos los que participaron en el conflicto a excepción de Haden y Benjamin Edwards, Martin Parmer, y Adolphus Sterne, un comerciante local que había proporcionado suministros a las fuerzas rebeldes. Al igual que los hermanos Edwards, Parmer escapó a Luisiana. Sterne no huyó y fue condenado a muerte por traición a la patria, pero salió en libertad condicional con la condición de que jurar lealtad a México y nunca volver a tomar las armas contra el gobierno mexicano.

## Consecuencias

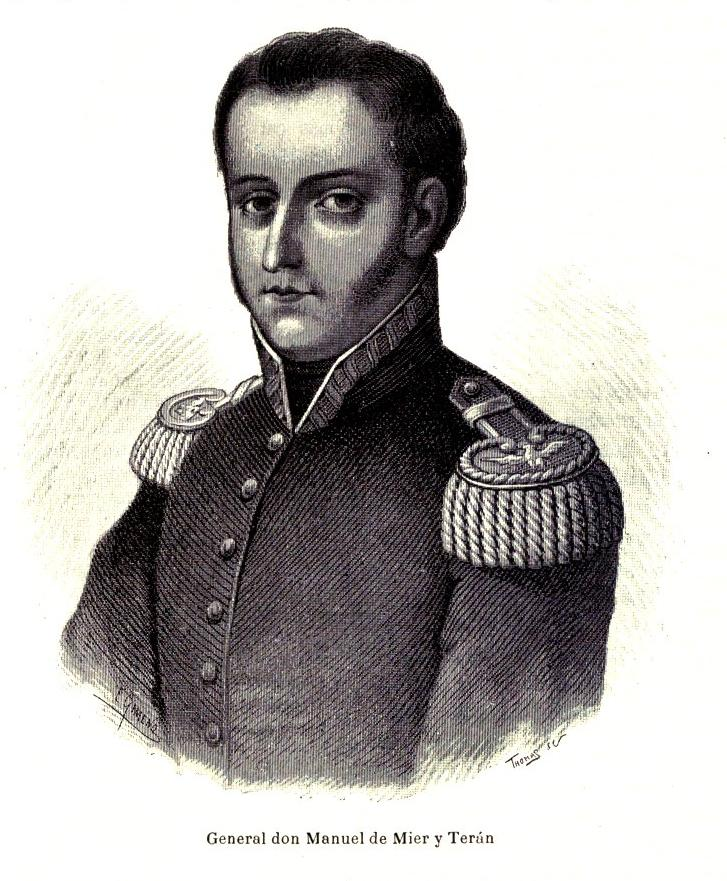
General Manuel de Mier y Terán.

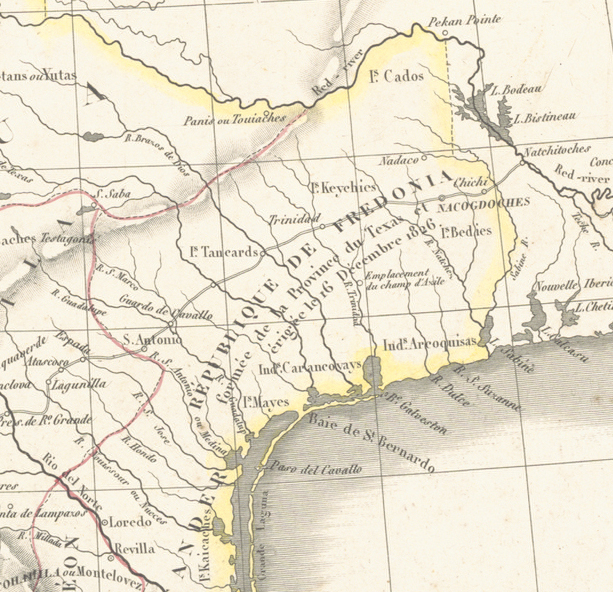
Mapa de la República de Fredonia, 1835

La rebelión cambió la dinámica entre los colonos y las tribus locales. Aunque los Cheroquis repudiaron la rebelión, su apoyo inicial causó que muchos de los colonos desconfiaran de la tribu. La rebelión, y la posterior respuesta del ejército mexicano, también cambiaron las relaciones de los colonos con otras tribus. Debido a que algunas tribus atacaban las colonias y ante el temor de que estas tribus pudieran aliarse con otros grupos contra México, Bustamante comenzó los preparativos para atacar y debilitar a todas las tribus hostiles en el este de Texas. Al enterarse de la inminente invasión, en abril de 1827, los Towakoni y los Waco pidieron la paz. En junio, las dos tribus firmaron un tratado de paz con México, con la promesa de detener todos los ataques contra los colonos mexicanos. Los Towakoni ayudaron a sus aliados, los Comanches Penateka, para alcanzar un tratado de paz con México. Cuando las tropas de Bustamante dejaron Texas ese mismo año, los Towakoni y los Waco reanudaron sus ataques. La tribu Comanche cumplió su tratado y durante muchos años ayudó a soldados mexicanos a recuperar ganado robado por las otras tribus.
La fallida rebelión también afectó las relaciones de México con los Estados Unidos. Incluso antes de la revuelta, muchos funcionarios mexicanos mostraban preocupación de que Estados Unidos estuviera conspirando para obtener el control de Texas. Una vez que la rebelión salió a la luz, los funcionarios sospecharon que Edwards había sido un agente de los Estados Unidos. Para ayudar a proteger la región, una nueva y más grande guarnición fue establecida en Nacogdoches, al mando del coronel José de las Piedras. Como resultado directo de las acciones de Edwards, el presidente Guadalupe Victoria autorizó una amplia expedición, llevada a cabo por el General Manuel Mier y Terán, para inspeccionar los asentamientos de Texas y recomendar un futuro curso de acción. Los informes de Mier y Terán dieron lugar a la promulgación de las Leyes del 6 de abril de 1830, que restringieron severamente la inmigración en Texas. En Texas, las leyes fueron ampliamente rechazadas por los nuevos inmigrantes y los mexicanos nacidos en el país, y dieron lugar a nuevos conflictos armados entre soldados mexicanos y los residentes de Texas.
Algunos historiadores consideran la rebelión de Fredonia como el comienzo de la Revolución de Texas. El historiador W.B. Bates señaló que la revuelta fue "prematura, pero encendió la chispa para el éxito posterior". El pueblo de Nacogdoches jugaría un papel decisivo en las rebeliones de Texas en los próximos años; en 1832 expulsaron a Piedras y a sus tropas de Nacogdoches, y muchos residentes de Nacogdoches participaron en la Revolución de Texas.